# Кирбан
Кирбан (фр. Curbans) насеље је и општина у Француској у региону Прованса-Алпи-Азурна обала, у департману Горњопровансалски Алпи која припада префектури Форсалкје.
По подацима из 2011. године у општини је живело 468 становника, а густина насељености је износила 16,2 становника/km². Општина се простире на површини од 28,88 km². Налази се на средњој надморској висини од 650 метара (максималној 1.559 m, а минималној 544 m).

## Демографија
| 1962. | 1968. | 1975. | 1982. | 1990. | 1999. | 2011. |
| ----- | ----- | ----- | ----- | ----- | ----- | ----- |
| 124   | 136   | 119   | 164   | 241   | 292   | 468   |

График промене броја становника у току последњих година